# Kenner Army Health Clinic
Kenner Army Health Clinic (tidigare Kenner Army Community Hospital) är ett militärsjukhus för Fort Lee, Prince George County, Virginia. Sjukhuset bedriver allmänvård och, till viss del, även specialistvård. 

## Historik
Sjukhuset började byggas i november 1940, samtidigt som USA mobiliserade och förberedde sig på deltagandet i Andra världskriget. Redan den 30 mars 1941 var sjukhuset klart att börja användas med 871 bäddar. I oktober 1942 hade antalet bäddar ökats till 2000. 1947 gjordes en bantning av sjukhuset så att antalet bäddar istället blev 1000. 1949 gjordes en helrenovering och omstrukturering så att antalet bäddar 1950 var nere i 200.